# Josep Claramunt Torres
|  | Aquest article tracta sobre el futbolista. Per a l'actor de teatre, vegeu l'article Josep Claramunt (actor) |

Josep Claramunt Torres, més conegut com a Pep Claramunt (Puçol, 16 de juliol de 1946), és un exfutbolista valencià. Jugava de centrecampista, però encara que sempre li agradava més la banda dreta, era irreductible en qualsevol posició del centre del camp. Va ser internacional amb la selecció espanyola. Actualment l'estadi de la Unió Esportiva Puçol porta el seu nom.

## Trajectòria
Comença a jugar a l'equip de la fàbrica Cointra de Puçol, i es va formar a les categories inferiors del València CF, encara que a la seua etapa de juvenil va estar cedit a l'Atlètic Saguntí. No obstant això, sempre va comptar amb la confiança dels tècnics de la casa arribant a ser convocat per qui aleshores era l'entrenador del primer equip (Mundo), per a una gira per Amèrica el 1966, quan només tenia 20 anys, debutant amb el primer equip l'11 de setembre de 1966.
Abans de complir 22 anys ja era habitual en la selecció espanyola. Parava, manava, conservava, circulava, tocava amb precisió i golejava prou sovint, més del que li corresponia a un jugador de la seua posició. Durant molt de temps va ser el llançador de penals de l'equip, els executava amb senzillesa, mitjançant un tir potent i ajustat on no podia arribar el porter.
Di Stéfano va marcar la seua plenitud amb tan sols 24 anys, endarrerint la seua posició i convertint-lo en un mig centre a l'antiga, formant parella al mig del camp amb un altre jugador històric del València CF, Paquito.
En total, amb el València CF, va disputar 381 partits oficials, en els quals va marcar 83 gols, distribuïts de la següent manera:
- Primera divisió: 295 partits en 12 temporades i 60 gols
- Copa del Rei: 55 partits i 15 gols
- Copa d'Europa: 5 partits i 2 gols
- Copa de la UEFA: 26 partits i 6 gols

En l'actualitat forma part del cos tècnic del València CF. També ha estat seleccionador de la selecció valenciana.

### Internacional
Va ser internacional amb la selecció espanyola en 23 ocasions. Va debutar el 28 de febrer de 1968 en un partit contra Suècia. A més a més, va ser el primer valencià capità de la selecció espanyola. Va marcar un total de 4 gols amb la selecció.

## Clubs
- València CF - 1966-1978 – Primera divisió

## Palmarès

### Títols estatals
- 1 Lligues espanyoles - València CF - 1970-1971
- 1 Copa del Rei - València CF - 1967

També va disputar altres tres finals de la Copa del Rei el 1970, 1971 i 1972.